# German Popov
German Popov (ukrainisch Герман Попов; * 1966 in Odessa) ist ein Musiker, der unter dem Künstlernamen OMFO (Akronym für Our Man From Odessa) publiziert und tätig ist. In seiner Musik kombiniert OMFO traditionelle Melodien mit elektronischen Klängen.

## Leben und musikalische Karriere
Der in der ukrainischen Hafenstadt Odessa geborene German Popov wanderte 1989 nach Amsterdam aus. Seine Eltern gaben ihm den Vornamen German, nach dem Kosmonauten und zweiten Mann im All, German Titow. Als Entdecker reist German Popov gerne durch Zentralasien und macht Live-Aufnahmen von den traditionellen Liedern und Melodien der Steppe bis hin zu den modernen Restaurantbands von Taschkent mit ihrem blechernen Keyboard-Sound.

„Ich liebe die Musik von Schafhirten, ganz besonders jene von Schafhirten in kleinen Dörfern irgendwo tief in Asien. Sie verwenden einfachste Instrumente, aber spielen wunderschöne Lieder. Ich frage mich, wie ihre Lieder klängen, wenn sie Instrumente wie Kraftwerk verwenden könnten. Sie können das leider nicht. Ich schon.“

Die auf Popows Album "Trans Balkan Express" veröffentlichten Titel Magic mamaliga, ein Remix der rumänischen Folklore Bătută Din Reteag, und Money Boney wurden für den Soundtrack von Cohens Borat – Kulturelle Lernung von Amerika, um Benefiz für glorreiche Nation von Kasachstan verwendet.

## Diskografie
Alben
- 2004: Trans Balkan Express
- 2006: We are the Shepherds
- 2009: Omnipresence
- 2014: Nostalgia
- 2022: Birafu